# Glendalough
Glendalough (Iers: Gleann Dá Loch) is een Ierse vallei in de Wicklow Mountains in het Nationaal Park Wicklow Mountains, ongeveer 40 kilometer ten zuiden van Dublin en de naam van een klooster gesticht door St. Kevin, waarvan de overblijfselen behoren tot de oudste christelijke overblijfselen van Europa. De naam Glendalough is afgeleid uit het Iers: Gleann Dá Locha: "Dal van de twee meren", refererende aan de meren in het dal genaamd Lower Lough en Upper Lough.
Glendalough is een van de etappeplaatsen van de Wicklow Way, een langeafstandswandelpad door de Wicklow Mountains.

## Geschiedenis
In de zesde eeuw leefde St. Kevin in het dal van Glendalough als kluizenaar. Door de toeloop van volgelingen ontstond al snel een kloostergemeenschap. In de twaalfde eeuw zou deze gemeenschap al tot 3000 mensen zijn uitgebreid en kende de vallei zeven kerken. 
Vanaf de tiende eeuw werd Glendalough vaak door Vikingen overvallen. In 1398 werd het klooster vrijwel vernietigd, maar wel weer herbouwd. Het einde van het klooster kwam in 1539 toen het klooster door de Engelse koning Hendrik VIII werd opgeheven.

## Bouw

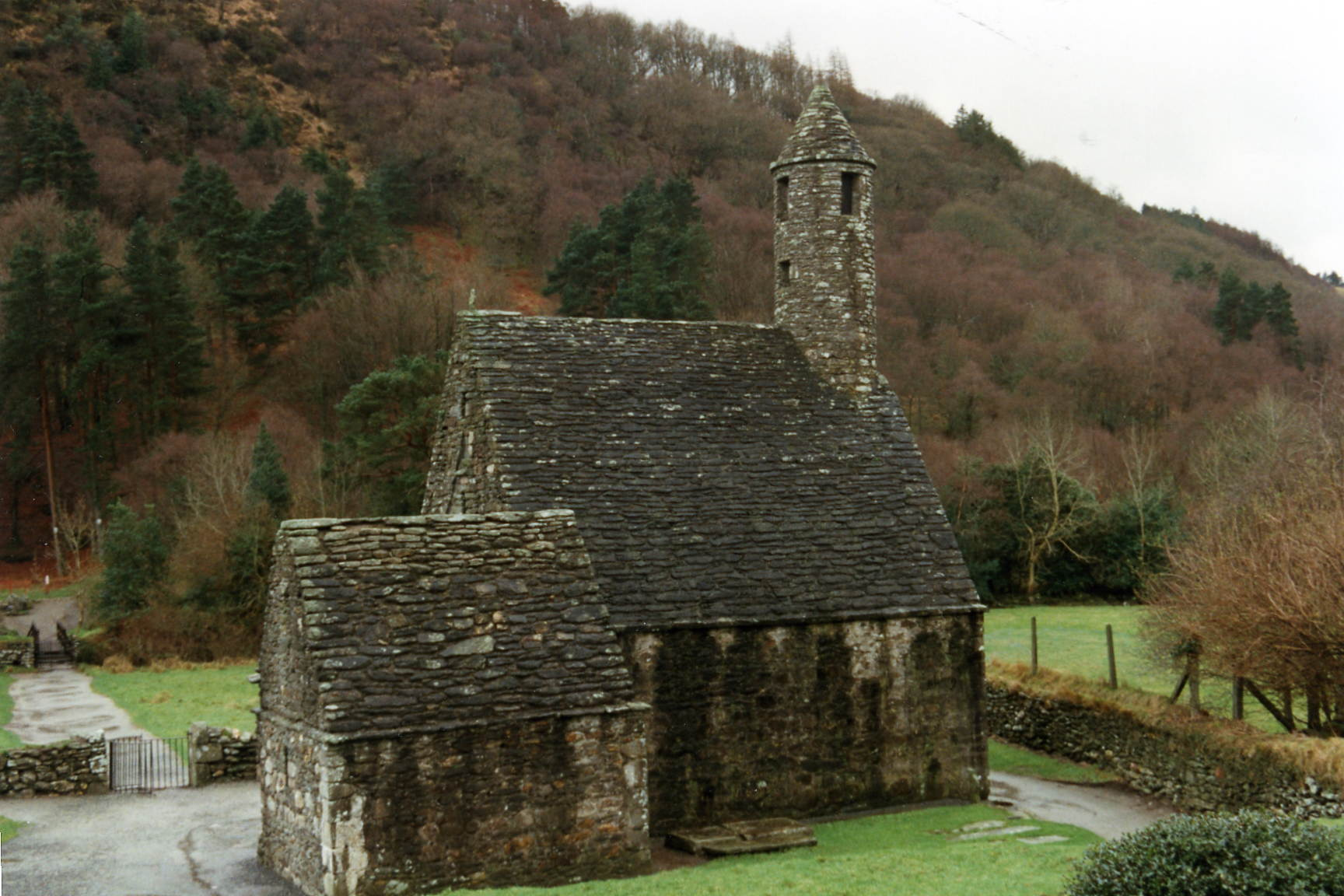
St. Kevin's Kitchen

### St. Kevin
St. Kevin woonde nabij het Upper Lough in St. Kevin's Cell, een stenen gebouwtje in de vorm van een bijenkorf. Er is later een kerkje bijgebouwd. Nabij Upper Lough bevindt zich eveneens St. Kevin's Bed, een grot waarin volgens de verhalen St. Kevin zich ook terugtrok.

### Klooster
Het kloostergebied ligt niet rechtstreeks aan het meer en was oorspronkelijk omgeven door een muur; de poort staat nog overeind, uniek voor Ierland. In 1066 werd een  round tower van 33 meter hoog gebouwd op het kloostergebied. Het doel van dit type torens is nog steeds niet eenduidig verklaard. Theorieën variëren van klokkentoren tot opslag voor waardevolle spullen en schuilplaats ter bescherming tegen de Vikingaanvallen. Waarschijnlijker diende de toren als herkenningspunt, als baken voor het (terug)vinden van het klooster. De ronde vorm biedt een betere weerstand tegen wind.
Een goed bewaarde kapel uit de elfde eeuw kreeg bij de opgravingen in het dal de naam St. Kevin's Kitchen (St. Kevins keuken), omdat de toren deed denken aan een schoorsteen.
Verder bevinden zich in het gebied nog een kerk in romaanse stijl en een gebouw dat wellicht een priesterwoning was (bekend als het Priest House).

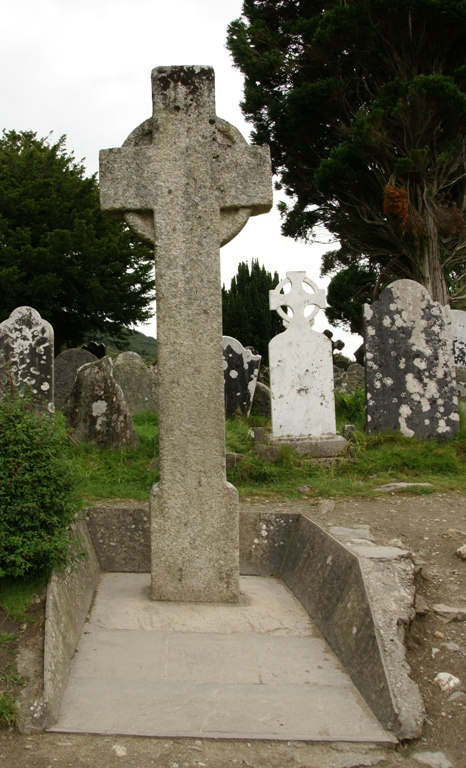
St. Kevin's Cross

### St. Kevin's Cross
St. Kevin's Cross is een sober Keltisch kruis. Er wordt verondersteld dat het kruis ooit beschilderd was, maar dat deze beschildering door de tand des tijds is verdwenen. De ring om het bovenste deel van het kruis is niet open, maar massief steen.

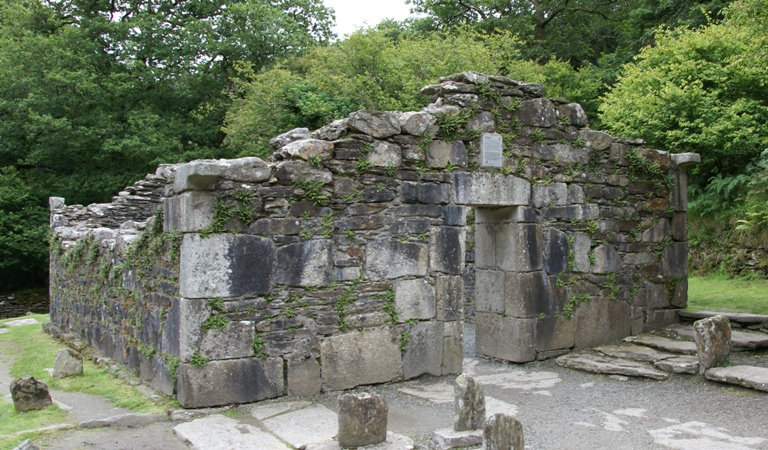
Reefert Church

### Reefert Church
In de vallei van Glendalough liggen nog verscheidene andere ruïnes. 
Aan de zuidoostelijke oever van Upper Lough ligt de elfde-eeuwse Reefert Church, gebruikt als begraafplaats van de lokaal regerende familie O'Toole. Er heeft waarschijnlijk een oudere kerk gestaan; oorspronkelijk was de kerk en begraafplaats omringd met een muur, een caiseal. De muren die er thans staan werden rond 1900 opgericht, gebruik makende van de originele stenen.

## Beheer
Glendalough wordt beheerd door Heritage Ireland. De locatie beschikt over een bezoekerscentrum.

## Klimgebied
De granieten kliffen van Glendalough, gelegen op een helling bij het noordwestelijke uiteinde van de vallei, zijn een populair sportklimgebied. De eerste routes zijn in 1948 geopend. De kwaliteit en de verscheidenheid aan routes in allerlei moeilijkheidsgraden trekt veel klimmers aan. De Irish Mountaineering Club heeft een hut in het gebied. Vlak bij de rots is een groot bouldergebied. 
Het graniet heeft perfecte wrijving en er zijn klassieke crack routes, met goede mogelijkheden voor traditionele afzekering. Het klimmen varieert tussen één en vier touwlengtes, sommige meer dan 100m lang. 
Er zijn verscheidene sectoren:
- Twin Buttress, een grote butress met - afhankelijk van het seizoen - een waterval door het midden. Deze sector bevat de meest populaire routes. Volg het zigzag-pad aan het begin van de vallei.
- De Upper Cliffs, een rij kliffen hoog op de heuvel ten oosten van Twin Buttress.
- Acorn Buttress, een kleine sector net onder Twin Buttress, tevens een populaire kampeerplek.
- Hobnail Buttress, met makkelijkere routes, 1 km naar het oosten.